# Heliophanus agricola
Heliophanus agricola är en spindelart som beskrevs av Wesolowska 1986. Heliophanus agricola ingår i släktet Heliophanus och familjen hoppspindlar. Inga underarter finns listade i Catalogue of Life.